# Agencia Nacional para la Seguridad de Medicamentos y Productos Sanitarios
La Agence Nationale de Sécurité du Médicament et des Produits de Santé («Agencia Nacional para la Seguridad de Medicamentos y Productos de Salud»; ANSM) reemplazó las funciones y responsabilidades de la Agencia Francesa de Seguridad Sanitaria de los Productos de Santé (AFSSAPS) el 1 de mayo de 2012. Es responsable de evaluar los beneficios y riesgos asociados con el uso de medicamentos y otros productos para la salud a lo largo de su ciclo de vida. ANSM evalúa la seguridad, la eficacia y la calidad de estos productos y debe equilibrar la seguridad del paciente con el acceso a nuevas terapias.

## Agencia Francesa para la Seguridad de los Productos Sanitarios
La Agence française de sécurité sanitaire des produits de santé («Agencia Francesa de Seguridad Sanitaria de Productos de Salud»; AFSSAPS o AFSSaPS), era una institución del Gobierno de Francia cuya misión principal era evaluar los riesgos para la salud de los productos de salud destinados al consumo humano, en particular drogas farmacéuticas. Fue responsable de emitir permisos para la aprobación de comercialización y se convirtió en la autoridad única en la regulación de la investigación biomédica.
La última agencia fue dirigida por Dominique Maraninchi y tenía alrededor de 1.000 empleados más 2.000 expertos. Su presupuesto asciende a aproximadamente 157 millones de euros, y la mayor parte de los ingresos provienen de los impuestos y los cargos recaudados sobre la actividad de la industria farmacéutica.
La Agence Nationale de Sécurité du Médicament et des Produits de Santé (ANSM) reemplazó las tareas y deberes de AFSSAPS el 1 de mayo de 2012.